# Extreme Speed Motorsports

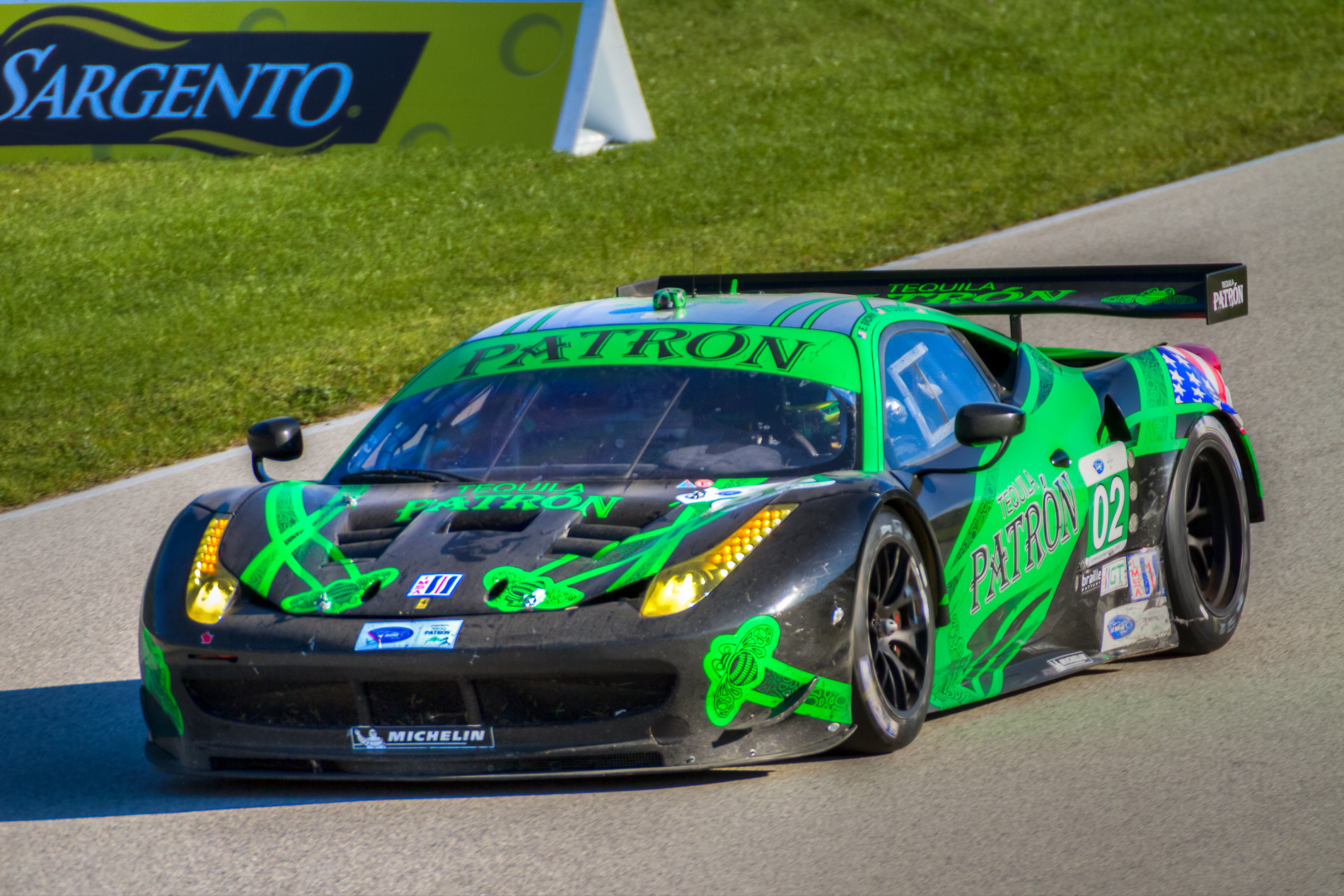
Ein ESM-Ferrari auf der Road America 2012

Extreme Speed Motorsports (ESM) war ein US-amerikanisches Motorsport-Team, das im Sportwagen-Sport aktiv war. Team-Eigner war Scott Sharp.

## Geschichte
Das Team wurde 2010 von Scott Sharp und der mexikanischen Firma Tequila Patrón gegründet, die bis heute Hauptsponsor des Teams ist. Sharp war zu dieser Zeit im Sportwagensport aktiv, gewann in der American Le Mans Series den Titel in der LMP1-Klasse und stieg mit seinem Team ebenfalls in diesen Bereich des Motorsports ein. Als Fahrer wurden Johannes van Overbeek und Guy Cosmo verpflichtet, außerdem ist der CEO von Tequila Patron, Ed Brown, bis heute Teil des Fahrerkaders.

### American Le Mans Series
ESM stieg in seiner ersten Saison mit zwei Ferrari 430 GTC in der GT2-Klasse, eine durch viele werksunterstützte Teams geprägte Klasse der ALMS, ein. Das beste Resultat in der Debüt-Saison war ein dritter Platz für Sharp und van Overbeek beim Petit Le Mans. Bereits ein Jahr später wechselte das Team zum damals neu veröffentlichten Ferrari 458 Italia GT2, bestes Resultat der zweiten Saison war ebenfalls ein dritter Rang, diesmal in Laguna Seca. Der Durchbruch des Teams gelang in der Saison 2012. Die ersten beiden Siege der Teamgeschichte in Mosport und beim Petit Le Mans sowie drei weitere Podestplätze führten für Sharp und van Overbeek zum zweiten Platz in der Fahrerwertung der GT-Klasse.
Doch da man sich als Privatteam in der GT-Klasse unterlegen fühlte, wechselte das Team ein Jahr später in die LMP2-Klasse. Dort ging ESM mit zwei HPD ARX 03b an den Start. Da in dieser Klasse nie mehr als vier Fahrzeuge am Start waren, konnte in jedem Rennen ein Podestplatz gefeiert werden, darunter zwei Siege. Sharp und Cosmo wurden in dieser Saison Teamkollegen und kämpften um den Meistertitel, doch Cosmo wechselte vier Rennen vor Saisonende zum Konkurrenten Level 5 Motorsports. Sharp sammelte zwar bis Saisonende mehr Punkte als Cosmo, doch er konnte Scott Tucker nicht mehr einholen und wurde Zweiter in der LMP2-Fahrer-Meisterschaft.

### Grand-Am Sports Car Series
Das Team war vereinzelt auch in der Grand-Am Sports Car Series aktiv. 2012 standen fünf Einsätze im Programm, 2013 waren es vier Starts.

### United SportsCar Championship
In der Saison 2014 wird das Team in der neugegründeten United SportsCar Championship erneut mit zwei HPD antreten. Ryan Dalziel wird den in der vorherigen Saison abgewanderten Guy Cosmo als Stammfahrer in einem der beiden Autos für die P-Klasse ersetzen, Sharp, van Overbeek und Brown werden weiterhin Teil des Fahrerkaders sein. In der GTD-Klasse stellt ESM seinen Ferrari aus den Grand-Am-Einsätzen dem Team SMP bereit. Ende 2018 stellte das Team den Rennbetrieb ein.